# Beilin, Xi'an
Beilin är ett stadsdistrikt i Xi'an i Shaanxi-provinsen i norra Kina.